# 1081
Cette page concerne l'année 1081  du calendrier julien.
L'année 1081 est une année commune qui commence un vendredi.

## Événements
- 14 février : début de la révolte d'Alexis Ier Comnène contre l'empereur Nicéphore III Botaniatès.
- 18 mars : l'empereur Henri IV quitte Ratisbonne pour envahir l’Italie. Il est à Vérone le 4 avril[1].
- 1er avril : le général Alexis Comnène et son frère Isaac, représentant l’alliance de l’aristocratie terrienne et du parti militaire, entrent à Constantinople et renversent Nicéphore III Botaniatès à la faveur d’une mutinerie de l’armée[2]. Fin de la dynastie macédonienne.
- 4 avril : couronnement d'Alexis Ier Comnène, empereur byzantin (fin de règne en 1118)[3]. Il fonde la dynastie Comnène. 
  - L'excommunication de Nicéphore III, par le pape Grégoire VII en 1078 est étendue à son successeur Alexis Ier Comnène.
- 12 avril (ou le 21 juillet) : Florence, assiégée par les Impériaux, capitule[4].
- 15 avril : Alexis Comnène fait couronner, après moult hésitations, sa femme Irène Doukas âgée de 15 ans, en dépit de l'opposition de sa mère Anne Dalassène[5].
- 8 mai : abdication du patriarche de Constantinople Cosmas, remplacé par le moine Eustratios Garidas, dévoué à Anne Dalassène[6].
- 22 mai : Henri IV met le siège devant Rome mais doit se retirer[7].
- Printemps : début du règne de Constantin Bodin, roi serbe de Dioclée à la mort de son père Mihailo Vojislavljević[8].
- 17 juin : les Normands d'Italie, conduits par Robert Guiscard envahissent les Balkans (fin en 1085). Ils débarquent à Valona et sont devant Dyrrachium (Durazzo), en Dalmatie[9].
- Juillet : l’empereur Henri IV est en Toscane. Le 10 juillet il est à Sienne, puis à Pise. Le 20 il est à Lucques où il proclame peut-être la déchéance de Mathilde, alliée du pape Grégoire VII[10]. Pour obtenir le soutien des citoyens, Henri IV s’engage à ne construire aucun palais à Lucques, ni aucun château dans un rayon de six mille autour de la ville[11]. Il renonce à sa juridiction sur Pise et promet de ne pas faire nommer un nouveau marquis en Toscane sans l’assentiment des Pisans[12]. Le mouvement d’indépendance des citoyens des villes s’affirme en Italie
- 9 août : Hermann de Salm († 28 septembre 1088), comte de Salm, est élu roi des Romains en compétition avec Henri IV par les Grands de Souabe et de Saxe assemblés à Bamberg. Il est couronné à Goslar le 26 décembre[13].
- 25 août : le comte Bertrand II de Provence fait hommage au pape[14].
- Août : Venise, alliée de Byzance, obtient une victoire navale contre les Normands dans la baie de Durazzo[3].
- 18 octobre[9] : l'armée byzantine d'Alexis Ier est vaincue lors de la bataille de Dyrrachium par les Normands, qui s'emparent de Dyrrachium (Durazzo) en février 1082 qu'ils vont occuper jusqu'en 1085. Bohémond se maintient sur la côte albanaise et marche jusqu’en Thessalie (1081-1083)[2]. La plupart de ses lieutenants restés en Grèce passeront dans le camp byzantin, attirés par la promesse de soldes élevées.
- 19 décembre : en Syrie, l'émir arabe Ali Ibn Mounqidh prend Shaizar à l'évêque byzantin[15].

- Alexis Comnène signe avec le Seldjoukide Suleyman ibn Kutulmuch un accord par lequel il peut faire de Nicée sa capitale et contrôler le centre-ouest de l'Asie Mineure, à l'exception de la côte égéenne[16].
- Tzakhas, un aventurier turc s'installe à Smyrne, s'en proclame émir et commence, avec l'aide d'une flotte comprenant de nombreux byzantins, la conquête des îles et de la côte égéenne (jusqu'à sa défaite devant Alexis Ier Comnène vers 1090)[17].
- Tombé en disgrâce, le Cid parcourt l’Espagne. Il loue ses services à des princes chrétiens et même musulmans (il repousse une tentative de reconquête de Saragosse pour le compte du roi Mutamin) et remporte d’éclatantes victoires[18].